# Symphonie no 7a de Mozart
Alte Lambacher
Pour les articles homonymes, voir Symphonie no 7.
La Symphonie en sol majeur no 7a « Alte Lambacher », K. Anh. 221/45a, a probablement été écrite par Wolfgang Amadeus Mozart à la Haye en 1766 et révisée en 1767 .

## Histoire et attribution

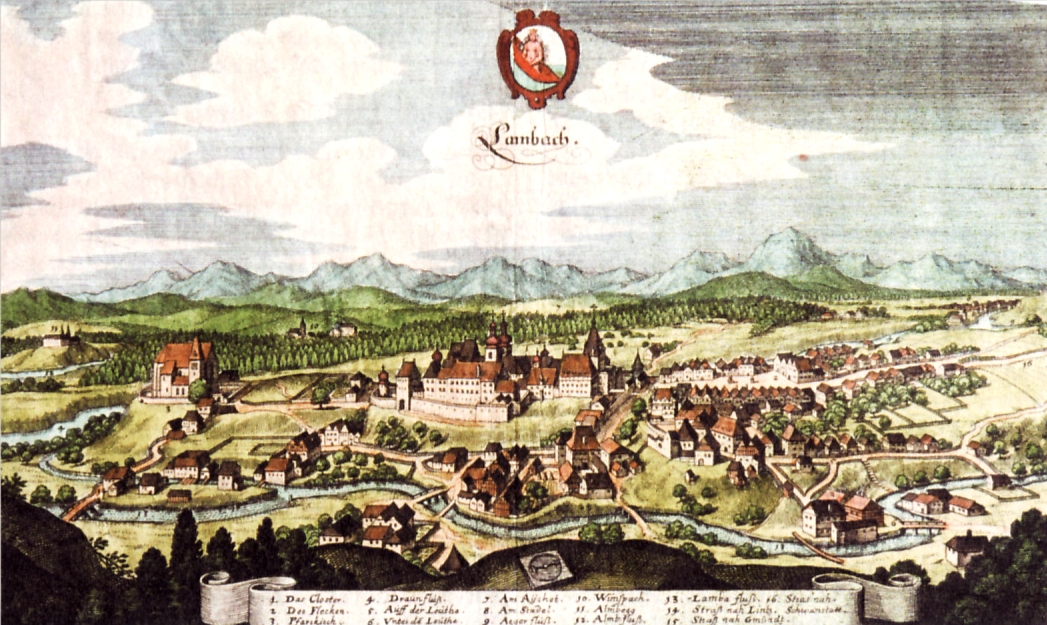
abbaye de Lambach et ses environs, Matthäus Merian, 1649

La famille Mozart a commencé son voyage entre Salzbourg et Vienne en janvier 1769, en faisant escale à l'abbaye de Lambach en Haute-Autriche, entre autres étapes. Comme c'était la coutume pour les monastères bavarois et autrichiens, l'abbaye de Lambach proposait des chambres et des repas pour les voyageurs et avait conservé une petite chapelle à la fois pour la liturgie et le divertissement. Cette escale n'est pas mentionnée dans la correspondance de la famille Mozart et n'est connue que par la présence des deux manuscrits au monastère.
Ces deux manuscrits ont été trouvés au début du XXe siècle dans les archives de l'abbaye de Lambach. Ce ne sont pas des copies autographes et étaient probablement des dons de la famille Mozart en guise de remerciement pour l'hospitalité qui leur avait été offerte. Un de ces manuscrits (« Alte Lambacher ») porte le titre "Del SIGRE:. Wolfgango Mozart Dono autori 4.ta janvier (1)769 " tandis que l'autre (la « Neue Lambacher », K. deest, Eisen G 16) a été attribué à Leopold à la même date. Alfred Einstein suppose que la symphonie « Alte Lambacher » (celle attribuée à Wolfgang) a été composée en 1767-68 pendant le séjour à Vienne (qui correspond à la date du manuscrit de Lambach) et elle est répertoriée dans le catalogue Köchel principal sous le numéro K. 45a. Cette analyse a été reproduite dans les éditions ultérieures du catalogue Köchel (Dans les éditions précédentes, l'œuvre été numérotée K. Anh. 221 car la symphonie était alors inconnue en dehors d'un incipit dans le catalogue de Breitkopf & Härtel.).
En 1964, Anna Amalie Abert a publié une nouvelle hypothèse selon laquelle les pages de titre des deux symphonies de Lambach ont été accidentellement échangées. Sa théorie était basée sur un examen approfondi de ces deux œuvres, ainsi que des comparaisons entre celles-ci et les autres symphonies connues pour être composée par Leopold et Wolfgang à peu près au même moment. En conséquence, Abert a conclu que K. 45a attribuée à Wolfgang, ayant un style plus ancien, et un point de vue esthétique «moins bon» que pour l'autre symphonie, Léopold doit en avoir été le compositeur. En outre, la comparaison a révélé des similitudes entre les caractéristiques formelles et stylistiques du premier mouvement de K.45a et des autres symphonies de Léopold, et les premiers mouvements de symphonies et de l'autre Neue Lambacher de Wolfgang. En outre, le fait que le premier mouvement n'a qu'un seul thème et l'utilisation importante de phrases ascendantes de deux mesures, la rend plus susceptible d'avoir été écrite par Léopold, tandis que les idées plus continues, et la variété mélodique de la symphonie Neue Lambacher la rend plus susceptible d'avoir été écrite par Wolfgang. Après cela, la symphonie Neue Lambacher a été publiée par la suite comme une œuvre de Mozart et a été enregistrée dans le cadre de certains enregistrements de l'intégrale des symphonies de Mozart (notamment dans The Complete Mozart Edition).

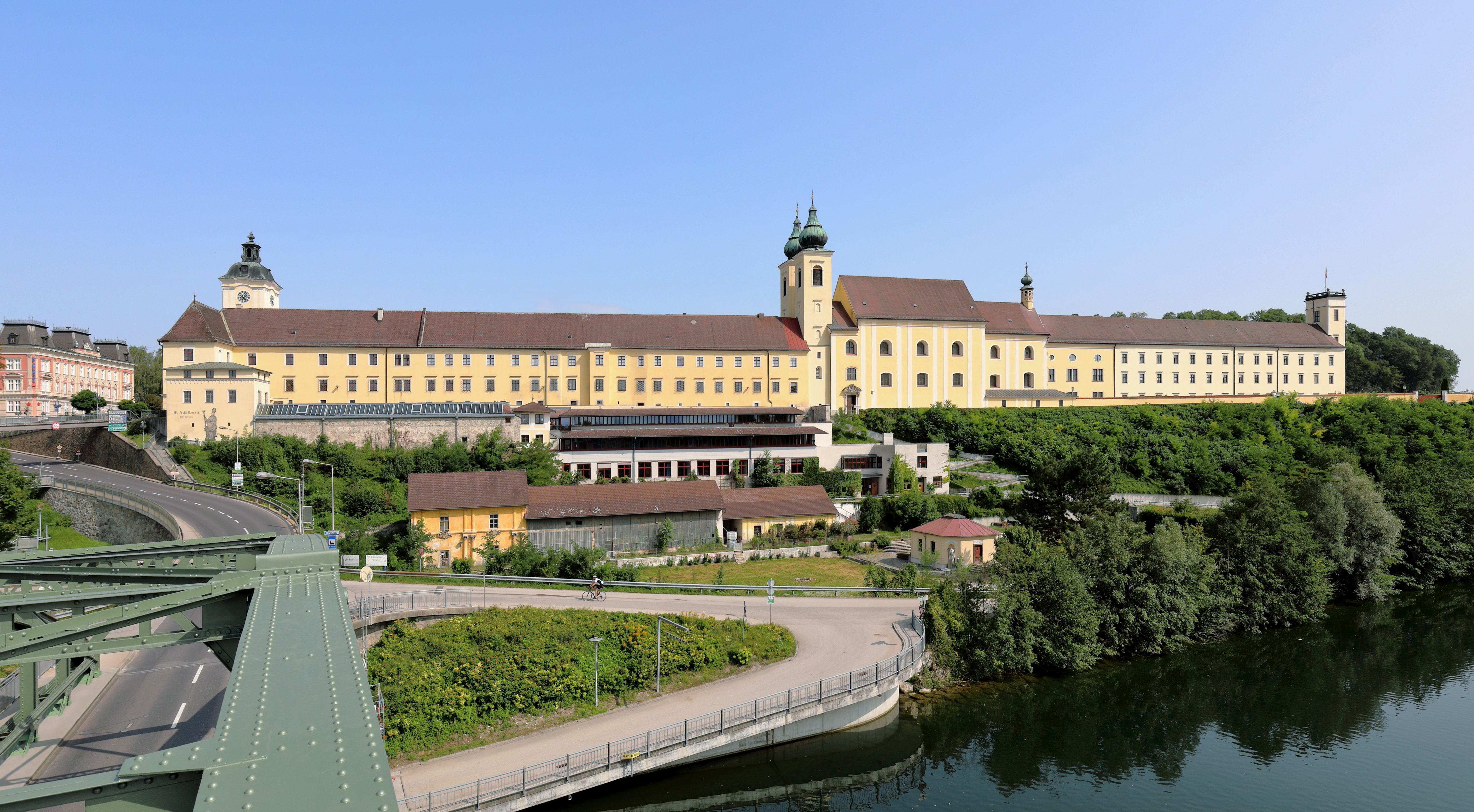
abbaye de Lambach

Cependant, Zaslaw pense que l'attribution initiale était correcte, pour les raisons suivantes :
- Les idées mélodiques plus continues de la symphonie Neue Lambacher sont une caractéristique commune du baroque tardif, alors que les phrases de deux mesures de la Alte Lambacher, font penser davantage au style galant plus moderne (à l'époque).
- Les deux manuscrits ont été copiés par le copiste de Salzbourg Estlinger, ce qui implique qu'ils doivent avoir été écrits à Salzbourg avant que les Mozart ne soient partis pour Vienne en septembre 1767. De plus comme les symphonies sont datées plus tôt, il devient plus compréhensible de trouver chez Wolfgang un «style plus ancien».
- Lors du voyage de la famille Mozart, Wolfgang a appris beaucoup de styles musicaux, et plus tard, Wolfgang (à juste titre) a affirmé qu'il pouvait composer dans n'importe quel style.
- L'attribution de la symphonie Alte Lambacher à Léopold parce qu'elle est «moins bonne» et «moins douée» sous-estime la capacité de Léopold en tant que compositeur.
- Comme les symphonies contemporaines no 6, no 7 et no 8 de Mozart n'ont pas toutes été composées à Vienne, il semble douteux que cette symphonie ait été composée à Vienne.
- Il est peu probable que le prétentieux Léopold ait accepté l'interversion accidentelle des pages de titre par le copiste de Salzbourg, ait utilisé la symphonie pour un concert et finalement donné les manuscrits à l'abbaye de Lambach (où un moine aurait ensuite écrit la date "1769") sans corriger l'erreur à un moment donné.
- En 1767, Léopold a copié six symphonies de jeunesse de Wolfgang et les a envoyées au prince Wenzel à Donaueschingen. K. 45a faisait probablement partie des six.

En février 1982, les parties pour orchestre d'origine de K. 45a (avec l'écriture de Léopold, de Nannerl, la sœur de Wolfgang et d'un copiste inconnu) ont été découvertes dans la Bibliothèque d'État de Bavière à Munich. Leopold a écrit «à la Haye 1766» sur la première page à côté du nom de Wolfgang. Cela implique que K. 45a a été composée par Wolfgang au cours de leur séjour à La Haye, peut-être pour l'intronisation de Guillaume V d'Orange-Nassau le 11 mars 1766. Les Mozart ont ensuite amené la symphonie avec eux dans leurs voyages; Wolfgang a révisé la symphonie en cours de route en faisant quelques changements, notamment dans les parties internes.

## Instrumentation
| Instrumentation de la symphonie no 7a                                |
| Cordes                                                               |
| premiers violons, seconds violons, altos, violoncelles, contrebasses |
| Bois                                                                 |
| 2 hautbois                                                           |
| Cuivres                                                              |
| 2 cors en sol                                                        |

Les orchestres d'aujourd'hui emploient également des bassons et un clavecin pour renforcer les basses et le continuo.

## Structure
La symphonie comprend trois mouvements :
1. Allegro maestoso, à , en sol majeur, 84 mesures, 2 sections répétées 2 fois (mesures 1 à 36 et mesures 37 à 84)
2. Andante, à 
, en do majeur, 84 mesures, violons avec sourdine, 2 sections répétées 2 fois (mesures 1 à 30 et mesures 31 à 84)
3. Molto allegro (dans la première version) [Presto (dans la seconde version)], à 
, en sol majeur, 112 mesures, 2 sections répétées 2 fois (mesures 1 à 43 et mesures 44 à 112)

Durée : environ 18 minutes (avec les reprises)

Introduction de l'Allegro maestoso :
La lecture audio n'est pas prise en charge dans votre navigateur. Vous pouvez télécharger le fichier audio.
Introduction de l'Andante :
La lecture audio n'est pas prise en charge dans votre navigateur. Vous pouvez télécharger le fichier audio.
Introduction du Molto allegro :
La lecture audio n'est pas prise en charge dans votre navigateur. Vous pouvez télécharger le fichier audio.